# Acido ajulemico
L'acido ajulemico è un composto ossidativo sintetico derivato da un metabolita non psicoattivo del THC, l'11-carbossi-THC. 
Mostra effetti di tipo analgesico e antinfiammatorio, agendo probabilmente sulla sintesi delle prostaglandine, l'azione farmacologica è priva di effetti collaterali di tipo gastrico e renale. È stato sviluppato per il trattamento del dolore neuropatico e condizioni infiammatorie croniche come l'artrite.
Al contrario di altri cannabinoidi non ha azione antiemetica.
In uno studio clinico di Fase II è risultato di beneficio per dolore neurologico cronico, ed è stato approvato per uno studio di Fase I come analgesico orale per dolore acuto.
I principali effetti collaterali comprendono secchezza delle fauci, cachessia, vertigini, e leggera sedazione.
Il meccanismo d'azione non del tutto chiarito sembra coinvolgere i recettori CB di tipo CB1.
L'acido ajulemico è stato recente oggetto di test su animali che hanno dimostrato una certa attività psicoattiva del derivato cannabinoide, limitando gli entusiasmi che aveva suscitato come possibile sostituto dell'aspirina.
Molti studi comunque devono essere compiuti e solo fra qualche anno si avranno dei risultati definitivi.